# I. e. 44
Évszázadok: i. e. 2. század – i. e. 1. század – 1. század
Évtizedek: i. e. 90-es évek – i. e. 80-as évek – i. e. 70-es évek – i. e. 60-as évek – i. e. 50-es évek – i. e. 40-es évek – i. e. 30-as évek – i. e. 20-as évek – i. e. 10-es évek – i. e. 1-es évek – 1-es évek
Évek: i. e. 49 – i. e. 48 – i. e. 47 – i. e. 46 –  i. e. 45 –  i. e. 44 – i. e. 43 – i. e. 42 – i. e. 41 – i. e. 40 – i. e. 39

## Események

### Róma
- Caius Iulius Caesart (ötödször) és Marcus Antoniust választják consulnak.
- A szenátus élethosszig tartó dictatori címet ad Caesarnak. Születési hónapját Quintilisről Iuliusra nevezik át.
- A Lupercalia ünnepén Marcus Antonius királyi diadémot nyújt át Caesarnak. A tömeg nem ünnepli, ezért Caesar visszautasítja a koronát.
- Március 15. - Szenátorok egy csoportja, köztük Caius Cassius Longinus, Marcus Iunius Brutus és Decimus Brutus összeesküvést sző és a szenátusban meggyilkolják Caesart. Marcus Antonius kezdeményezésére a szenátus amnesztiát ad a gyilkosoknak.
- Publius Cornelius Dolabella, akinek korábban megígérték a consuli címet, elragadja Caesar hatalmi jelvényeit és önhatalmúlag consullá kiáltja ki magát.
- Március 20. - Caesar temetésén Marcus Antonius gonosztevőknek és gyilkosoknak nevezi Caesar merénylőit és feltüzeli ellenük a tömeget, amely a helyszínen készít halotti máglyát a volt dictatornak, majd zavargásokra kerül sor.
- A merénylők elmenekülnek Rómából, Caesar hívei Marcus Antoniust teszik meg vezérüknek.
- Octavianus Dalmáciából Rómába érkezik, hogy átvegye örökségét; nevét Caius Iulius Caesar Octavianusra változtatja.
- Marcus Antonius hat évre magát nevezi ki Gallia Cisalpina és Gallia Narbonensis provinciák kormányzójának. Dolabella a gazdag Syriát kapja meg, mire a köztársaságiak táborából átáll Marcus Antoniushoz.
- Marcus Antonius és Octavianus azon verseng, hogy ki ápolja hívebben Caesar emlékét. Octavianus pénzt oszt a népnek Caesar születésnapján és játékokat tart az emlékére. Cicero filippikáival (Philippicae) támadja Marcus Antoniust, ami miatt egy időre el kell menekülnie Rómából.
- Augusztus - Marcus Antonius törvényen kívülinek nyilvánítja Caesar merénylőit.
- November - Decimus Brutus megtagadja Gallia Cisalpina átadását (Decimus az év elején kapta meg a kormányzói megbízatást Caesartól, akinek meggyilkolásában ő is részt vett). Marcus Antonius öt légióval északnak indul és ostrom alá veszi Mutinát, de két légiója megtagadja az engedelmességet és átáll Octavianushoz.

### Egyiptom
- VII. Kleopátra visszatér Rómából Alexandriába. Érkezése után meggyilkoltatja öccsét, XIV. Ptolemaioszt és uralkodótársul veszi maga mellé fiát, Caesariont.

### Dák Királyság
- Arisztokraták egy csoportja meggyilkolja Burebista dák királyt. Halála után a királyság négy részre hullik szét.

## Születések
- Cnaeus Calpurnius Piso, római politikus

## Halálozások
- Március 15. – Julius Caesar, római hadvezér és politikus
- XIV. Ptolemaiosz Philopatór, egyiptomi fáraó.
- Burebista, dák király.
- Publius Servilius Vatia Isauricus, római politikus és hadvezér

## Fordítás
- Ez a szócikk részben vagy egészben  a(z)   44. av. J.-C. című francia Wikipédia-szócikk ezen változatának fordításán alapul.  Az eredeti cikk szerkesztőit annak laptörténete sorolja fel. Ez a jelzés csupán a megfogalmazás eredetét és a szerzői jogokat jelzi, nem szolgál a cikkben szereplő információk forrásmegjelöléseként.